# Lebers opticusatrofie
Lebers opticusatrofie (LOA) is een overerfelijke oogziekte (van de moeder op al haar kinderen) die leidt tot een zeer snel verlies van het centrale zicht. De ziekte is voor het eerst beschreven door Theodore Leber.
LOA is totaal iets anders dan amaurosis congenita van Leber (Lebers amaurosis) en idiopathische stellate neuroretinitis van Leber. Alle drie de aandoeningen staan ook wel bekend onder de naam "ziekte van Leber". Dit is verwarrend want zij hebben niets met elkaar te maken.

## Kenmerken en symptomen
LOA treedt voornamelijk op bij jonge mannen tussen de 18 en 35 jaar. In een periode van enkele dagen tot enkele weken leidt de ziekte tot een aanzienlijke vermindering van het gezichtsvermogen. Meestal is er na ongeveer een half jaar sprake van stabilisatie en blijkt men nog 5 tot 10 procent van de oorspronkelijke gezichtsscherpte behouden te hebben. Kenmerkend is dat vooral het centrum van het gezichtsveld wordt aangetast. De meeste mensen zeggen daarom dat het lijkt alsof er een vlek in het midden van het oog zit, maar dat zij met de randen nog redelijk wat kunnen zien.
Hoewel het hiervoorstaande voor de meeste mensen met LOA geldt, is er ook een grote groep mensen die van dit beeld afwijkt. Ten eerste is er een klein aantal vrouwen met LOA, terwijl lange tijd gedacht werd dat alleen mannen de ziekte konden krijgen.
Ten tweede zijn er veel mensen die jonger waren dan 18 of ouder dan 35 jaar toen zij hun eerste klachten kregen.
Ten derde zijn er mensen met LOA die bijna blind of geheel blind zijn, maar er zijn ook gevallen bekend bij wie het gedaalde gezichtsvermogen zich na enkele maanden of jaren spontaan gedeeltelijk of volledig herstelt.
Tot slot is er een kleine groep mensen bij wie LOA gepaard gaat met loopstoornissen, spraakstoornissen of andere neurologische verschijnselen.
Op dit moment is het (nog) niet mogelijk de aandoening met behulp van geneesmiddelen te behandelen. Op het moment van schrijven van dit artikel was men onder andere in de Universiteit van Newcastle in het Verenigd Koninkrijk en ook in Duitsland bezig met een proef met een mogelijk medicijn. Voorwaarde hierbij is dat met inname van het medicijn begonnen wordt zo snel mogelijk nadat de vermindering van het gezichtsvermogen begonnen is en de diagnose LOA is.
In Europa wordt een ziekte geclassificeerd als zeldzaam wanneer deze bij minder dan 5 op de 10.000 mensen voorkomt.
In het geval van LOA is dit 2,3 per 100.000 mensen. De classificatie is dan ook zeer zeldzaam.

## Genetica

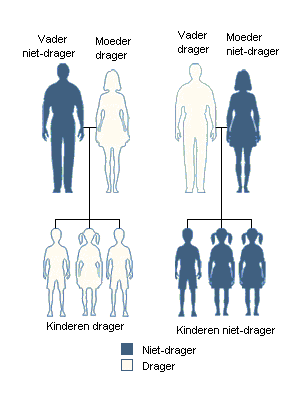
De overerving van LOA

Om een goed begrip te krijgen van de ziekte LOA, volgt nu eerst wat meer informatie over erfelijkheid in het algemeen. Het menselijk lichaam is opgebouwd uit miljoenen lichaamscellen en deze cellen zijn microscopisch klein en daardoor alleen met een microscoop waarneembaar. Een lichaamscel ziet eruit als een zakje dat met vocht gevuld is. In dat vocht drijven allerlei structuren rond. Een van die structuren is de celkern. In de celkern bevindt zich het erfelijke materiaal. Dit erfelijke materiaal wordt DNA genoemd. Het erfelijke materiaal (het DNA) ligt in de vorm van 46 kleine staafjes, chromosomen genaamd, in de celkern opgeslagen. De celkern van iedere lichaamscel bevat dus 46 chromosomen. Die chromosomen hebben wij oorspronkelijk van onze ouders gekregen, doordat de eicel en de zaadcel waaruit ons lichaam is ontstaan elk een celkern met 23 chromosomen bezaten. Toen de eicel (van de moeder) door de zaadcel (van de vader) werd bevrucht ontstond er dus een cel met 23 + 23 = 46 chromosomen. Door middel van celdeling ontstonden uit de bevruchte eicel eerst 2 nieuwe cellen, toen 4, toen 8, toen 16, toen 32, enzovoorts, totdat zich uiteindelijk een geheel nieuw lichaam ontwikkelde.
Voorafgaand aan iedere celdeling verdubbelen zich de 46 chromosomen in de celkern tot 92. Tijdens de celdeling worden die 92 chromosomen dan weer verdeeld over de twee nieuw te vormen cellen, zodat elke cel uiteindelijk weer 46 chromosomen bevat. Het belangrijkste uit dit ingewikkelde verhaal is dat een mens de helft van zijn erfelijke materiaal van de moeder en de andere helft van de vader hebben gekregen. Dit heeft twee belangrijke gevolgen. Wanneer zich op een van onze 46 chromosomen een fout bevindt, betekent dat wij dat chromosoom van onze moeder of van onze vader kunnen hebben gekregen. Omdat wij zelf ook weer de helft van ons erfelijke materiaal aan elk van onze kinderen doorgeven, betekent dat (gemiddeld) de helft van onze kinderen het chromosoom met de fout van ons zal krijgen. Daarbij maakt het niet uit of wij de vader of de moeder zijn.
Het eigenaardige is nu dat het bovenstaande verhaal bij LOA niet klopt. Het is namelijk al heel lang bekend dat mannen met LOA de ziekte nooit doorgeven aan hun kinderen. LOA wordt dus uitsluitend door vrouwen doorgegeven, die overigens zelf meestal niet aan de ziekte lijden; zij worden daarom draagsters genoemd. Bij LOA maakt het dus wel degelijk uit of je vrouw of man bent: een man geeft de ziekte niet door maar een vrouw wel. Hoe kan dat nou?
Om deze vraag te beantwoorden, moet er eerst nog iets worden uitgelegd over de opbouw van onze lichaamscellen. Behalve de celkern bevinden er zich nog in andere structuren in onze lichaamscellen. Een van die structuren wordt mitochondrion (meervoud: mitochondria) genoemd. Elke lichaamscel heeft hiervan enkele tientallen exemplaren. Het is gebleken dat mitochondria een eigen stukje erfelijk materiaal (DNA) bezitten en dat LOA wordt veroorzaakt door een fout in dit mitochondriale DNA (mtDNA).
LOA is hierdoor een van de zeer weinige erfelijke ziekten die niet worden veroorzaakt door een fout in het chromosomale DNA van de celkern. Doordat de mitochondria uit de zaadcellen van de man na de bevruchting vernietigd worden, kunnen mannen de ziekte nooit op hun kinderen overdragen. Anderzijds geeft een vrouw die draagster is van LOA het altijd aan al haar kinderen door, omdat al haar eicellen mitochondria (met mitochondriaal DNA) bezitten. Dit betekent niet dat daardoor alle nakomelingen van een draagster LOA krijgen. Voor mannen is de kans om de ziekte te krijgen 50 procent en voor vrouwen 5 tot 15 procent.
Uit onderzoek is duidelijk geworden dat het bij LOA niet gaat om één maar om ten minste drie verschillende fouten in het mitochondriale DNA. Om ze van elkaar te onderscheiden hebben ze een nummer gekregen: 3460, 11778 en 14484. Deze fouten komen nooit tegelijkertijd voor. Iemand die behoort tot een familie waarin LOA voorkomt is dus drager van slechts een van die drie fouten. Bovendien komt in iedere LOA-familie slechts een soort fout voor. Iemand die drager is van bijvoorbeeld fout 3460 kan dus nooit een broer of zus hebben met fout 11778 of 14484.
De ernst van de aandoening en de leeftijd waarop de eerste klachten ontstaan kunnen tussen mensen aanzienlijk verschillen. Uit onderzoek in 1993 door de arts R.J. Oostra (destijds arts-onderzoeker op het Interuniversitair Oogheelkundig Instituut) is gebleken dat deze verschillen voor een groot deel zijn terug te voeren op het nummer van de fout.
Mensen met LOA die drager zijn van fout 11778 krijgen gemiddeld rond hun dertigste de eerste klachten en slechts 1 tot 2 procent van hen ondergaat daarna spontaan herstel.
Bij mensen met fout 14484 treden de eerste klachten gemiddeld al rond het twintigste jaar op maar niet minder dan 50 procent van hen ondergaat in de daaropvolgende maanden tot jaren spontaan gedeeltelijk of geheel herstel van het gezichtsvermogen. Noot: Er zijn dus ook mensen met LOA die fout 11778 hebben maar bij wie de klachten al op de kinderleeftijd begonnen en mensen met fout 14484 bij wie de ziekte pas op hun zestigste begon. Over fout 3460 is nog weinig bekend omdat er maar weinig patiënten zijn die deze fout hebben.
Tot slot is er een kleine groep mensen met LOA die geen enkele van de genoemde drie fouten hebben. Deze mensen bezitten dus een andere fout die nog niet ontdekt is. Om het nog ingewikkelder te maken: er zijn ook nog enkele andere fouten bekend (met de nummers 4216, 4917, 13708 en 15257) die veel voorkomen bij mensen met LOA maar ook soms worden aangetroffen bij mensen die niets met LOA te maken hebben. De betekenis van deze fouten voor de ernst van de ziekte is nog onduidelijk.

## Diagnose
De diagnose wordt gesteld door een oogarts. Deze bekijkt de oogzenuw met een speciaal instrument, de oftalmoscoop. Bij LOA heeft de oogzenuw een witte of blanke kleur. Dit geeft aan dat er een verlies van zenuwvezels in de oogzenuw is opgetreden. De diagnose zal dan bevestigd worden. De oogarts kan door middel van bloedonderzoek laten bepalen/bevestigen of iemand drager is van een van genoemde mtDNA-fouten.